# Морозовка (Херсонская область)
Моро́зовка (укр. Морозівка) — село в Чаплинской поселковой общине Каховского района Херсонской области Украины.
Население по переписи 2001 года составляло 344 человека. Почтовый индекс — 75212. Телефонный код — 5538. Код КОАТУУ — 6525480502.

## Местный совет
75212, Херсонская обл., Чаплинский р-н, с. Балтазаровка, ул. К. Маркса, 8